# The Clevers
The Clevers, The New Clevers, Os Novos Clevers, ou, simplesmente, Os Clevers, era uma banda brasileira de rock que foi criada em 1965 e encerrou suas atividades em 1974. Inicialmente, entre 1962 e 1965, o nome The Clevers era utilizado pelo grupo Os Incríveis. Entretanto, após desentendimentos com o empresário Antônio Aguillar, este ficou com o nome já que o havia legalmente registrado. Na sequência, aproveitou seu programa Reino para a Juventude - apresentado na TV Record - para recrutar uma nova banda para que utilizasse o nome, escolhendo os Les Celibateurs. A formação original foi: os irmãos Reno e Francis, respectivamente guitarra ritmica e solo; Ringo, nos teclados e saxofone; Tony, no baixo; e Betinho, na bateria.

## Carreira

### O início
Após voltar de turnê internacional com a cantora italiana Rita Pavone, em setembro de 1964, a banda Os Incríveis - que utilizava o nome The Clevers - desentendeu-se com o seu empresário, Antônio Aguillar ao tentar trocá-lo por Brancato Júnior, que viajara com a banda. Como este era o dono legal do nome da banda desde julho daquele ano, eles trocaram de nome e partiram para uma turnê na Argentina, em dezembro de 1964. Entretanto, Aguillar registrou também o novo nome e iniciou-se uma batalha legal. Essa batalha jurídica ainda duraria até julho de 1965, quando todas as partes chegaram a um acordo.
O empresário aproveitou o seu programa Reino para a Juventude - apresentado na TV Record - para recrutar uma nova banda que utilizasse o nome, escolhendo os Les Celibateurs. A formação original era: os irmãos Reno e Francis, respectivamente guitarra ritmica e solo; Ringo, nos teclados e saxofone; Tony, no baixo; e Betinho, na bateria. A banda foi imediatamente hostilizada pelos fãs de Os Incríveis, que transferiram o problema da briga com Antonio Aguilar para os músicos da antiga banda Les Celibateurs. A nova banda passa a lançar discos pela gravadora Copacabana, ficando Os Incríveis no selo Continental, da GEL.
Em outubro de 1966, participam da coletânea Juventude em Guarda, com as canções "Por Que Você Não Vem?" (Reno / Dino), "La La La" (Gerrard Marsden / versão: Waldyr Santos), e "Não Quero te Amar (Not a Second Time)" (Lennon / McCartney / versão: Norberto de Freitas). Neste ano e no seguinte, lançam, ainda, cinco compactos pela mesma gravadora: "Rita" (Pino Donaggio) / "Flamenco" (Los Brincos), de 1966; "Por Que Você Não Vem?" / "La La La", de 1966; "Asa Branca" (Luiz Gonzaga / Humberto Teixeira) / "Não Quero Mais Te Amar (Not a Second Time)", de 1967; "Texas Patrol" (Beckstein / Laiser / Laube) / "Sem Resposta (No Reply)" (Lennon / McCartney / versão: Norberto de Freitas), de 1967; e "O Quadradão" (Reno) / "Eu Me Lembro de Você (A Groovy Kind Of Love)" (Wine / Bayer / versão: Francis), de 1967.

### Gravadora nova, nova formação e fim
Em 1968, trocam para a gravadora Fermata, lançando uma série compactos simples e um duplo - além de participar de coletâneas - tanto pelo selo Fermata, quanto pelo selo RGE, também de propriedade daquela gravadora. Assim, em maio de 1968, lançam "La Tramontana" (Daniele Pace / Mario Panzeri) / "Sandrinha" (Ringo) e um compacto duplo com "A Lenda de Xanadu" (Ken Howard / Alan Blaikley / versão: Fred Jorge) / "Mr. Moon" (Parter / Parter) / "La Tramontana" / "Sandrinha". Atingem moderado sucesso com a canção "A Lenda de Xanadu" e embarcam em uma turnê pela América do Sul. Ao voltarem da turnê, os integrantes resolvem se separar. Os irmãos Reno e Francis continuam na banda e chamam Toninho (Antonio Bichara), guitarrista e tecladista; e os irmãos Marinho (Mario Eugênio Bismarck), baixista; e Marco (Marco Antonio Bismarck), baterista. Os outros 3 integrantes se juntam ao guitarrista Celinho (Célio Domingues) e fundam um grupo com o nome de Vox Deorum, sendo contratados pela mesma Fermata. Entretanto, nos anos seguintes, não conseguem emplacar nenhum sucesso, sendo dispensados da Fermata. Em 1971, Toninho deixa a banda e, em seu lugar, entra Ricardo. No mesmo ano, a banda tem rápida passagem pela Discos CBS, lançando dois compactos pelo selo Epic, sem repercussão. Em 1974, encerram a carreira.

## Discografia
Discografia dada pelo Discogs e pelo IMMuB.

### Compactos simples
- 1966 - "Rita" / "Flamenco" (Copacabana)
- 1966 - "Por Que Você Não Vem?" / "La La La" (Copacabana)
- 1967 - "Asa Branca" / "Não Quero Mais Te Amar (Not a Second Time)" (Copacabana)
- 1967 - "Texas Patrol" / "Sem Resposta (No Reply)" (Copacabana)
- 1967 - "O Quadradão" / "Eu Me Lembro de Você (A Groovy Kind Of Love)" (Copacabana)
- 1968 - "La Tramontana" / "Sandrinha" (RGE)
- 1969 - "A Lenda de Xanadu (The Legend of Xanadu)" / "Mr. Moon" (RGE)
- 1969 - "Brisa Vem (Winds of Change)" / "Vá Andar (High 'N' Dry)" (RGE)
- 1971 - "Baby, Come Back" / "Eu Sou"
- 1971 - "Vou Seguindo" / "Baby, Come Back"

### Compactos duplos
1968 - "A Lenda de Xanadu (The Legend of Xanadu)" / "Mr. Moon" / "La Tramontana" / "Sandrinha"

### Coletâneas
1966 - Juventude em Guarda (Copacabana)
1968 - 14 Sucessos de Ouro Volume 9 (RGE)
1969 - 14 Sucessos de Ouro Volume 10 (RGE)